# انستیتو پوشکین

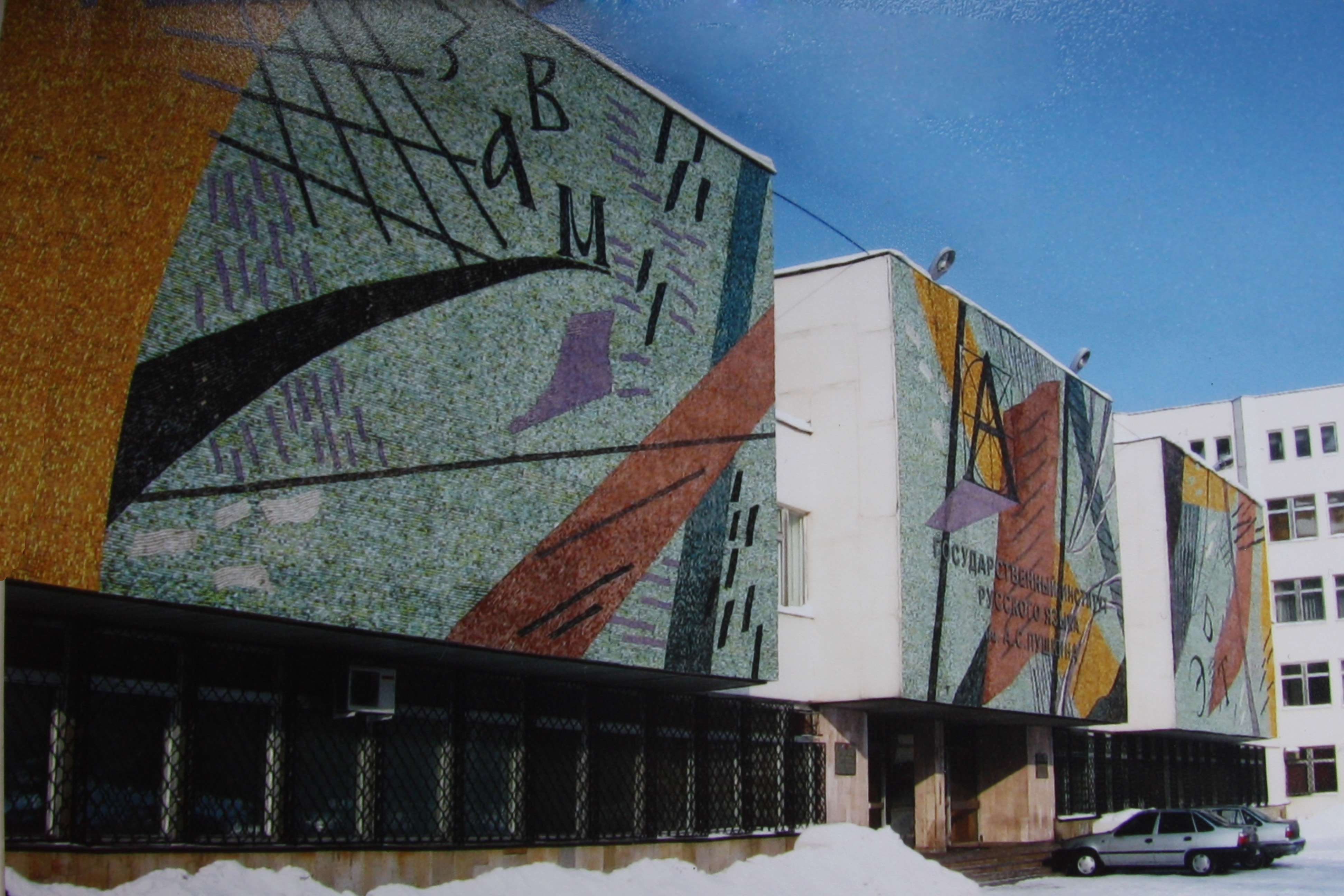
انستیتوی دولتی زبان روسی پوشکین

انستیتوی دولتی زبان روسی پوشکین (به روسی: Государственный институт русского языка имени А. С. Пушкин) یک مرکز آموزشی دولتی در مسکو است که به‌صورت تخصصی به آموزش روسی به‌عنوان زبان خارجی و ارائهٔ دوره‌های آموزشی زبان در سطوح گوناگون می‌پردازد. نام این انستیتو برگرفته از الکساندر پوشکین، نویسندهٔ روسی است.